# Barry Hollowell
Barry Craig Bates Hollowell (* 14. April 1948 in Boston, Massachusetts; † 17. August 2016 in Calgary) war ein kanadischer anglikanischer Geistlicher und Theologe.

## Leben
Hollowell studierte anglikanische Theologie an der Valparaiso University. 1974 wurde er zum anglikanischen Priester geweiht. Hollowell war als Nachfolger von John Barry Curtis von 1999 bis 2005 anglikanischer Bischof von Calgary. Ihm folgte als Bischof für das anglikanische Bistum Calgary Derek Balfour Erskine Hoskin. 2008 outete sich Hollowell als homosexuell.